# Euminucia ligulifera
Euminucia ligulifera is een vlinder uit de familie spinneruilen (Erebidae). De wetenschappelijke naam is voor het eerst geldig gepubliceerd in 1913 door Strand.
De soort komt voor in tropisch Afrika.